# Емпіричний доказ

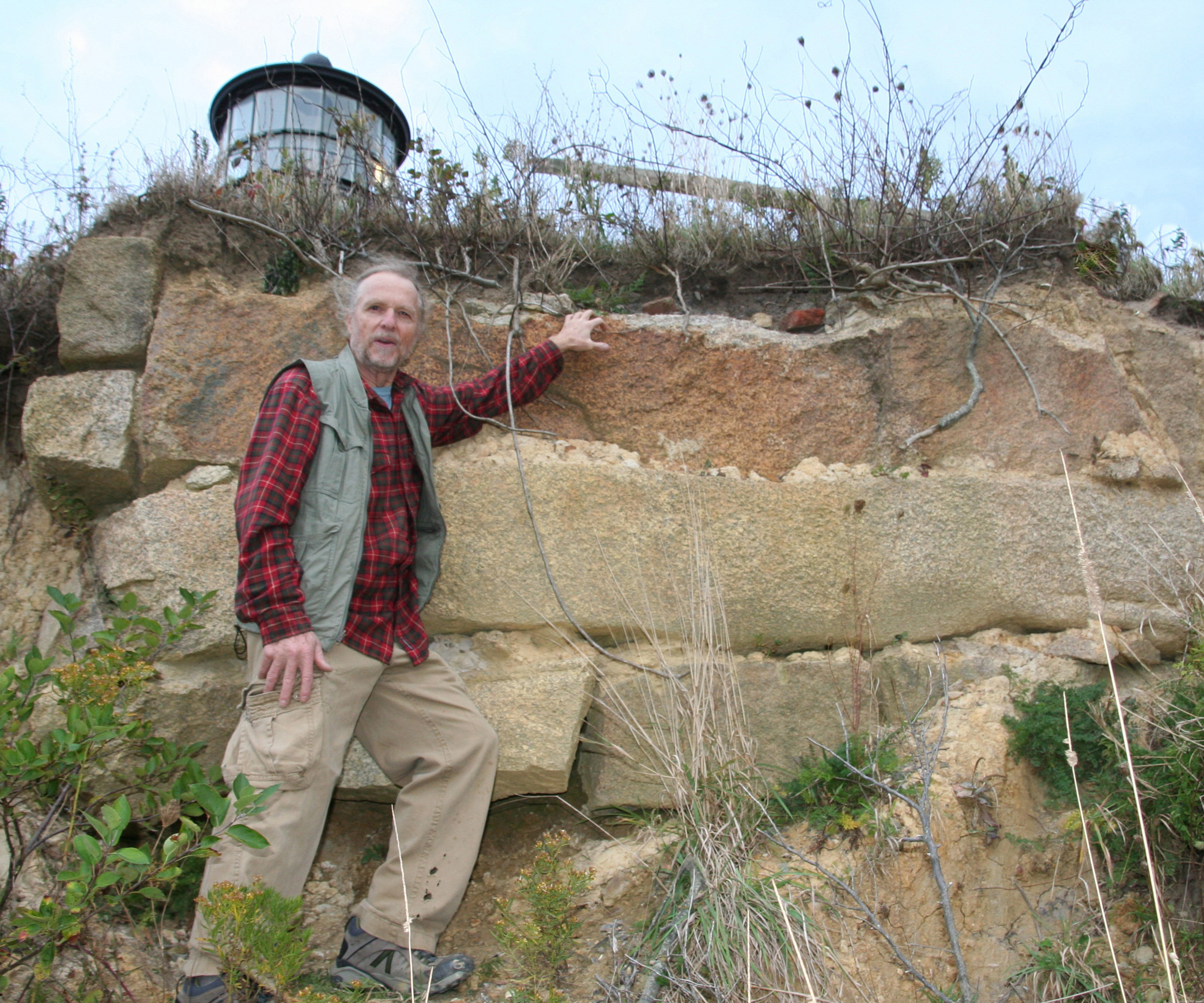
Емпіричний доказ щодо першого маяка Ґей Гед та прибережної ерозії на Західній Точці Виноградників Марти доступних як орієнтир.

Емпіричний доказ — це інформація, отримана за допомогою органів чуття, зокрема, шляхом спостереження та фіксування закономірностей та поведінки шляхом експериментів. Термін походить від грецького слова «досвід» — ἐμπειρία (empeiría).
Після Іммануїла Канта у філософії прийнято називати знання, здобуті апостеріорними знаннями (на противагу апріорним знанням).

## Значення
Емпіричні дані — це інформація, яка підтверджує істинність (яка точно відповідає дійсності) або хибність (неточність) твердження. З емпіричної точки зору, можна стверджувати, що володіти знаннями можна лише тоді, коли вони ґрунтуються на емпіричних даних (хоча деякі емпірики вважають, що існують інші способи отримання знань). Це протистоїть раціоналістичному погляду, згідно з яким розум чи роздуми вважаються доказом істинності чи помилковості деяких пропозицій. Емпіричні докази — це інформація, здобута спостереженням або експериментами, у формі записаних даних, які можуть бути предметом аналізу (наприклад, вченими). Це першоджерело емпіричних доказів. Вторинні джерела описують, обговорюють, інтерпретують, коментують, аналізують, оцінюють, узагальнюють та обробляють першоджерела. Матеріалами з вторинними джерелами можуть бути статті у газетах чи популярних журналах, рецензії на книги чи фільми, або статті, знайдені в наукових журналах, які обговорюють чи оцінюють чужі оригінальні дослідження.
Емпіричні докази можуть бути синонімом до результату експерименту. У зв'язку з цим емпіричний результат є єдиним підтвердженням. У цьому контексті термін напівемпіричний використовується для класифікації теоретичних методів, які використовують частково основні аксіоми або наукові закони та результати експериментів. Такі методи протиставляються теоретичним методам ab initio, які суто дедуктивні і засновані на перших принципах.
В науці емпіричні докази необхідні для того, щоб гіпотеза здобула визнання в науковому співтоваристві. Зазвичай ця перевірка досягається науковим методом формування гіпотези, експериментальним проектуванням, експертною оцінкою, відтворенням результатів, презентацією конференції та публікацією в журналі. Для цього потрібний точний зв'язок гіпотези (зазвичай виражається в математиці), експериментальних обмежень та перевірок (виражених обов'язково в умовах стандартного експериментального апарату) та загального розуміння вимірювань.
Висловлювання та аргументи залежно від емпіричних доказів часто називають a posteriori («наступний досвід»), на противагу до апріорі (перед цим). Апріорні знання чи обґрунтування не залежать від досвіду (наприклад: «Усі холостяки не одружені»), тоді як апостеріорні знання чи обґрунтування залежать від досвіду чи емпіричних доказів (наприклад: «Деякі холостяки дуже щасливі»). Поняття про те, що відмінність між апостеріорним і апріорним знанням рівносильно відмінності між емпіричним і не емпіричним знанням походить від Кантівської«Критики чистого розуму».
Стандартним позитивістським поглядом на емпірично отриману інформацію було те, що спостереження, досвід та експеримент служать нейтральними арбітрами між конкуруючими теоріями. Однак з 60-х років ХХ століття наполеглива критика, найбільше пов'язана з Томасом Куном,   стверджував, що на ці методи впливають попередні переконання та досвід. Отже, не можна очікувати, що два вчені, що спостерігають, переживають чи експериментують над однією подією, будуть робити однакові теоретично нейтральні спостереження. Роль спостереження як теоретично нейтрального арбітра є неможливою. Теоретична залежність спостереження означає, що навіть за умови узгоджених методів умовиводу та інтерпретації, вчені все ще можуть не погоджуватися щодо природи емпіричних даних.